# Anatoli Kotscherga

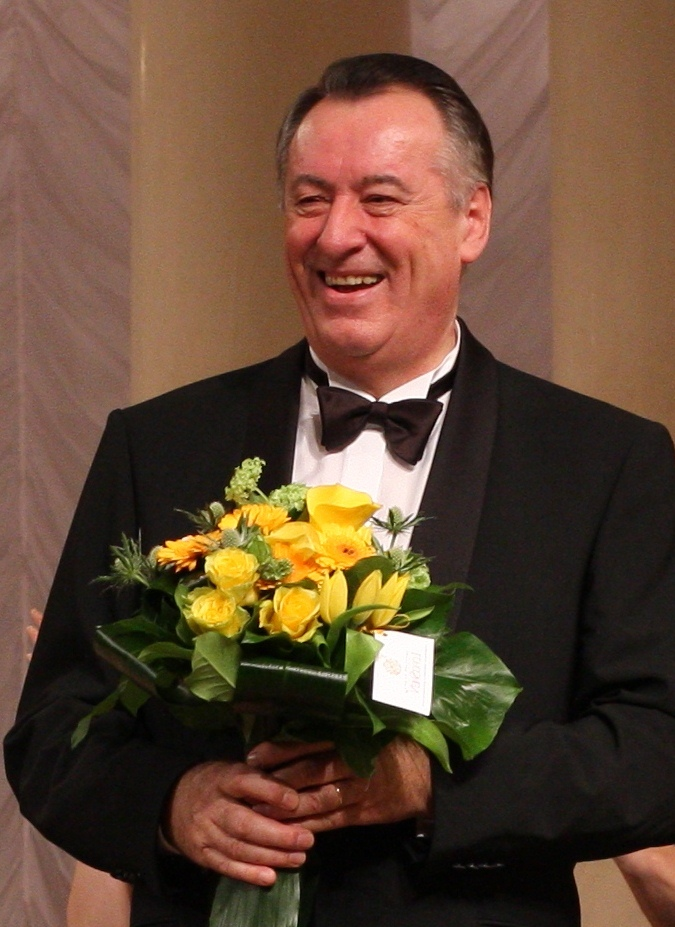
Kotscherga Anatoli

Anatoli Kotscherga (ukrainisch Анатолій Іванович Кочерга/Anatolij Iwanowytsch Kotscherha; * 9. Juli 1947 in Samhorodok, Oblast Winnyzja, Ukrainische SSR) ist ein ukrainischer Opernsänger in der Stimmlage Bass.

## Leben und Wirken
Kotscherga studierte an der Nationalen Musikakademie der Ukraine Peter Tschaikowski. Durch seine Darstellung des Schaklowity in Chowanschtschina von Modest Mussorgski an der Wiener Staatsoper wurde er international bekannt. Anatoli Kotscherga ist auf allen bedeutenden Opern- und Konzertbühnen zu Gast, u. a. in Amsterdam, Berlin, Brüssel, Lissabon, Mailand, Paris, San Francisco, Sevilla, Toulouse sowie bei den Bregenzer und Salzburger Festspielen. Er ist auch Solist an der Bayerischen Staatsoper.